# Едвардс (Нью-Йорк)
Едвардс (англ. Edwards) — місто (англ. town) в США, в окрузі Сент-Лоуренс штату Нью-Йорк. Населення — 1015 осіб (2020).

## Демографія
Згідно з переписом 2010 року, у місті мешкало 1156 осіб у 463 домогосподарствах у складі 302 родин. Було 576 помешкань
Расовий склад населення:
| - 98,4 % — білих - 0,3 % — корінних американців - 0,3 % — чорних або афроамериканців - 0,2 % — азіатів - 0,1 % — вихідців з тихоокеанських островів |

До двох чи більше рас належало 0,8 %. Частка іспаномовних становила 0,9 % від усіх жителів.
За віковим діапазоном населення розподілялося таким чином: 23,2 % — особи молодші 18 років, 60,7 % — особи у віці 18—64 років, 16,1 % — особи у віці 65 років та старші. Медіана віку мешканця становила 41,7 року. На 100 осіб жіночої статі у місті припадало 94,9 чоловіків;  на 100 жінок у віці від 18 років та старших — 93,5 чоловіків також старших 18 років.
Середній дохід на одне домашнє господарство  становив 55 222 долари США (медіана — 50 250), а середній дохід на одну сім'ю — 59 144 долари (медіана — 51 750). Медіана доходів становила 44 107 доларів для чоловіків та 33 359 доларів для жінок. За межею бідності перебувало 11,3 % осіб, у тому числі 17,2 % дітей у віці до 18 років та 4,8 % осіб у віці 65 років та старших.
Цивільне працевлаштоване населення становило 423 особи. Основні галузі зайнятості: освіта, охорона здоров'я та соціальна допомога — 31,2 %, роздрібна торгівля — 9,2 %, виробництво — 8,0 %.